# Ulica gen. Romualda Traugutta we Wrocławiu
Ulica gen. Romualda Traugutta – główna i jedna z najstarszych ulic wrocławskiego Przedmieścia Oławskiego, prowadząca w kierunku Oławy i Małopolski, przedłużenie śródmiejskiej ul. Oławskiej.
Odcinek zachodni, od murów miejskich do ul. gen. Kazimierza Pułaskiego, funkcjonował jako główna droga osady tkaczy walońskich. Przy nim znajdowały się wzmiankowane od XIII wieku kościoły św. Maurycego oraz św. Łazarza wraz ze szpitalem dla trędowatych. Odcinek wschodni od ul. gen. Kazimierza Pułaskiego do ul. Krakowskiej został zabudowany do końca XVIII wieku (m.in. klasztor Bonifratrów (1714–1734), Biały Folwark z pałacem biskupim (1735 r.) w rejonie pl. Zgody, młyn przy ul. Żabia Ścieżka).
Początkowo ulica nie miała jednej nazwy na całej swej długości; po platea Gallicorum nazywano ją „Walońską” (tak w księdze podatkowej z roku 1403), a potem – w związku ze znajdującą się w fortyfikacjach miejskich na tej drodze Bramą Krupniczą – początkowy odcinek drogi też nazywano „Krupniczą”. Rozbudowa fortyfikacji miejskich w wiekach od XVI do XVIII wpłynęła zarówno na przebieg tej drogi, ale także na to, jak była nazywana. I tak odcinek zachodni nazywano Wallgasse („Wałowa”), zaś odcinek wschodni Weingasse („Winna”). Dopiero po zburzeniu fortyfikacji i włączeniu Przedmieścia Oławskiego od Wrocławia (1808 r.) połączono obie drogi, nadając im w 1824 jedną nazwę – Klosterstraße (ul. Klasztorna) wywodzącą się od klasztoru Bonifratrów. Wtedy też rozpoczęło się przeobrażanie zabudowy. Zaczęły powstawać kamienice czynszowe (najstarsza nr 73 według projektu z 1866 r.) oraz liczne zakłady przemysłowe, głównie wzdłuż brzegów rzeki Oławy. Były to przede wszystkim drukarnie perkalu pod nrem 66, od 1834 r. odlewnia żelaza i fabryka maszyn; pod nrami 72–74 założona w 1809 r. przędzalnia bawełny Augusta Carla Mildego (jego grób znajduje się w kościele św. Maurycego), późniejszy zakład oczyszczania miasta czy wytwórnia wódek Carla Schirdewana pod numerami 102–104.
Na większości podwórek w oficynach znajdowały się małe zakłady m.in. fabryka majonezu pod nrem 45, fabryka konserw Manna pod nrem 43 czy zakład transportowy pod nrem 97. W 1852 r. w miejscu gospody „Pod Austriackim Cesarzem” wzniesiono ewangelicki szpital „Bethanien” – kompleks składający się z 10 budynków wraz z gmachem głównym wzniesionym w latach 1913–1916 według projektu Theodora Grunerta i firmy budowlanej Simon & Halfpaap. Kompleks budynków został opuszczony w 2015 roku. Od tego czasu stoi pusty – cały sprzęt został przetransportowany do nowego, nowoczesnego kompleksu szpitali.
Po upadku Festung Breslau w maju 1945 ulicę nazwano Klasztorną, ale już 5 listopada tego samego roku jej patronem został Romuald Traugutt, dyktator w powstaniu styczniowym. W czasie wojny zniszczona została większość zabudowy od ul. Podwale do ul. gen. Kazimierza Pułaskiego. Na ich miejscu częściowo powstała nowa zabudowa, jak np. budynek biurowy ZREMB. Część budynków w rejonie pl. gen. Walerego Wróblewskiego rozebrano kilka lat po wojnie. W latach 90. uzupełniono plombami luki w zabudowie między ul. gen. Ignacego Prądzyńskiego i ul. Krakowską. Po powodzi 1997 r. wyburzono kilka kamienic w końcowym biegu ulicy, lecz także przeprowadzono gruntowny remont drogi (lata 1998–1999).